# Шатурская улица
Шату́рская улица (название утверждено 20 мая 1964 года) — улица в Москве в ЮВАО, Рязанском районе. Начинается от улицы Коновалова, фактически является дворовой улицей и оканчивается тупиком в сторону Луховицкой улицы.

## История возникновения
Создана 20 мая 1964 года путём объединения 1-го и 2-го Южных просеков бывшего посёлка Плющево, находившегося до 1960 года в составе города Перово, и получила своё название по подмосковному городу Шатура. Происхождение прежних названий улиц доподлинно не установлено.

## Примечательные здания и сооружения

### По нечётной стороне
- № 1 — Школа № 777; Корпус № 2, Наркологическая клиника «Medical Center».
- № 39 — ДиректИнфо.
- № 49к1 — Детская библиотека № 77.

### По чётной стороне
- № 8 — ДГП № 143, филиал № 1 Молочно-раздаточный пункт; ДГП № 13, Молочно-раздаточный пункт.
- № 10 — Барская усадьба, Кросс Групп.

## Транспорт
- По Шатурской улице общественный городской транспорт не проходит.

Проезжая часть заасфальтирована и имеет по одной полосе движения в каждую сторону. Улица узкая и не имеет разметки на проезжей части. На ней оборудованы парковочные карманы и есть возможность парковки автомобилей возле края проезжей части. Припаркованные машины не сильно затрудняют движение по улице.
Ближайшая станция метро: «Стахановская» Некрасовской линии. Ближайшие железнодорожные станции: «Плющево» и «Перово» Казанского и Рязанского направлений МЖД; «Чухлинка» Горьковского направления МЖД.